# Gynoplistia (Gynoplistia) resplendens
Gynoplistia (Gynoplistia) resplendens is een tweevleugelige uit de familie steltmuggen (Limoniidae). De soort komt voor in het Australaziatisch gebied.